# ケルト語派
ケルト語派（ケルトごは）は、インド・ヨーロッパ語族の語派の一つ。ケントゥム語に属す。元々ヨーロッパに広く栄えていたケルト人によって話されていたが、ローマ人やゲルマン人に追われ、現在はアイルランド、イギリス、フランスの一部地区に残る少数言語となっている。イタリック語派とはいくつかの共通点があり、また、語彙の点でゲルマン語派との一致も見られる。

## 現在も使われている言語
- アイルランド語: Teangacha Ceilteacha
- ウェールズ語: Ieithoedd Celtaidd
- ブルトン語: Yezhoù keltiek
- スコットランド・ゲール語: Cànanan Ceilteach
- コーンウォール語: Yethow Keltek
- マン島語: Çhengaghyn Celtiagh

## 発音の特徴
大別して2点あり、まず印欧祖語の語頭及び母音間の *p が消滅している点が挙げられる。また、oの代わりにaが用いられる。
|                | 父     | 魚     |
| -------------- | ------ | ------ |
| 英語           | father | fish   |
| ラテン語       | pater  | piscis |
| アイルランド語 | athair | iasc   |

もう一つは印欧祖語の *kʷ 及び *kw の推移である。現存するケルト語には、これらを印欧祖語に近い形で保存しkをqと表記するQケルト語と、 [p] に変えたPケルト語の2種類がある。前者はおおむね比較的古いケルト人（ゴイデル）が使用しアイルランド語、スコットランド語、マンクス語が知られ、後者は新しいケルト人（ブリトン）が使用し、ウェールズ語、コーンウォール語、ブリトン語が知られる。

## 文字
一般には文字を持たなかったと語られることも多いが、後代に入ると他民族の影響で一部の階層では文字が使用された形跡がある。オガム文字と呼ばれる独特の文字を持っていたとされる。
もう一つ当語派起源の文字としてカロリンガ体が挙げられる。これはラテン文字だが丸っこく、縁が植物の様に太くなっているもので、原始宗教において植物を信仰していたケルト民族の影響が出た書体とも言える。

## 地名
ケルト人が先住民族だった名残はヨーロッパの地名に表れており、ロンドン・パリ・ベルン等の地名はケルト語起源である。

## 分類
- ゲール語（ゲーリック語）（Qケルト語）
  - 古アイルランド語
    - アイルランド語（アイルランド・ゲール語）
    - スコットランド・ゲール語
    - マン島語（マンクス語、1974年に消滅したが、人為的な努力により復活）
- ブリソン諸語（Pケルト語、ブリタニック語とも）
  - 古ウェールズ語 - ウェールズ語
  - カンブリア語
  - 古コーンウォール語 - コーンウォール語 （一時消滅したが、人為的な努力により復活）
  - 古ブルトン語 - ブルトン語（ブルターニュ語）
- 大陸ケルト語
  - ガリア語（ゴール語）
    - ガラティア語（ガラテヤ語）
    - レポント語

  - ケルティベリア語
  - ルシタニア語
  - ケルト語碑文の諸言語